# Domvallier
Domvallier est une commune française située dans le département des Vosges, en région Grand Est.
Ses habitants sont appelés les Domvallois.

## Géographie

### Localisation
À l’écart des grands axes, le village s’est en partie implanté sur la côte de Bulgnéville. Entre le plateau haut du village et le bas de la butte, le dénivelé est de 46 mètres. 

### Géologie et relief
Le paysage très vallonné permet la juxtaposition de différentes unités écologiques : vergers, vignes, forêt, prairies. La  majeure partie des terres est constituée de marnes compactes et lourdes, favorisant des récoltes fructueuses de blé. Si  cette culture a longtemps été prédominante, le village est aujourd'hui essentiellement entouré de vastes prairies.
C’est un village-rue constitué de fermes datant du XVIIIe siècle. Le bâti traditionnel y est encore très visible, pavage en pierre, murs en pierres sèches et usoirs nous donnent un exemple de village  typique de la région.

### Hydrographie et les eaux souterraines
Hydrogéologie et climatologie : Système d’information pour la gestion des eaux souterraines du bassin Rhin-Meuse :
Territoire communal : Occupation du sol (Corinne Land Cover); Cours d'eau (BD Carthage),
Géologie : Carte géologique; Coupes géologiques et techniques,
 Hydrogéologie : Masses d'eau souterraine; BD Lisa; Cartes piézométriques.

#### Réseau hydrographique
La commune est située dans le bassin versant du Rhin au sein du bassin Rhin-Meuse. Elle est drainée par le ruisseau du Val d'Arol et le ruisseau le Cochon,.
Le Val d'Arol, d'une longueur totale de 13,9 km, prend sa source dans la commune de Domjulien et se jette dans la Madon à Marcheprime, après avoir traversé neuf communes.

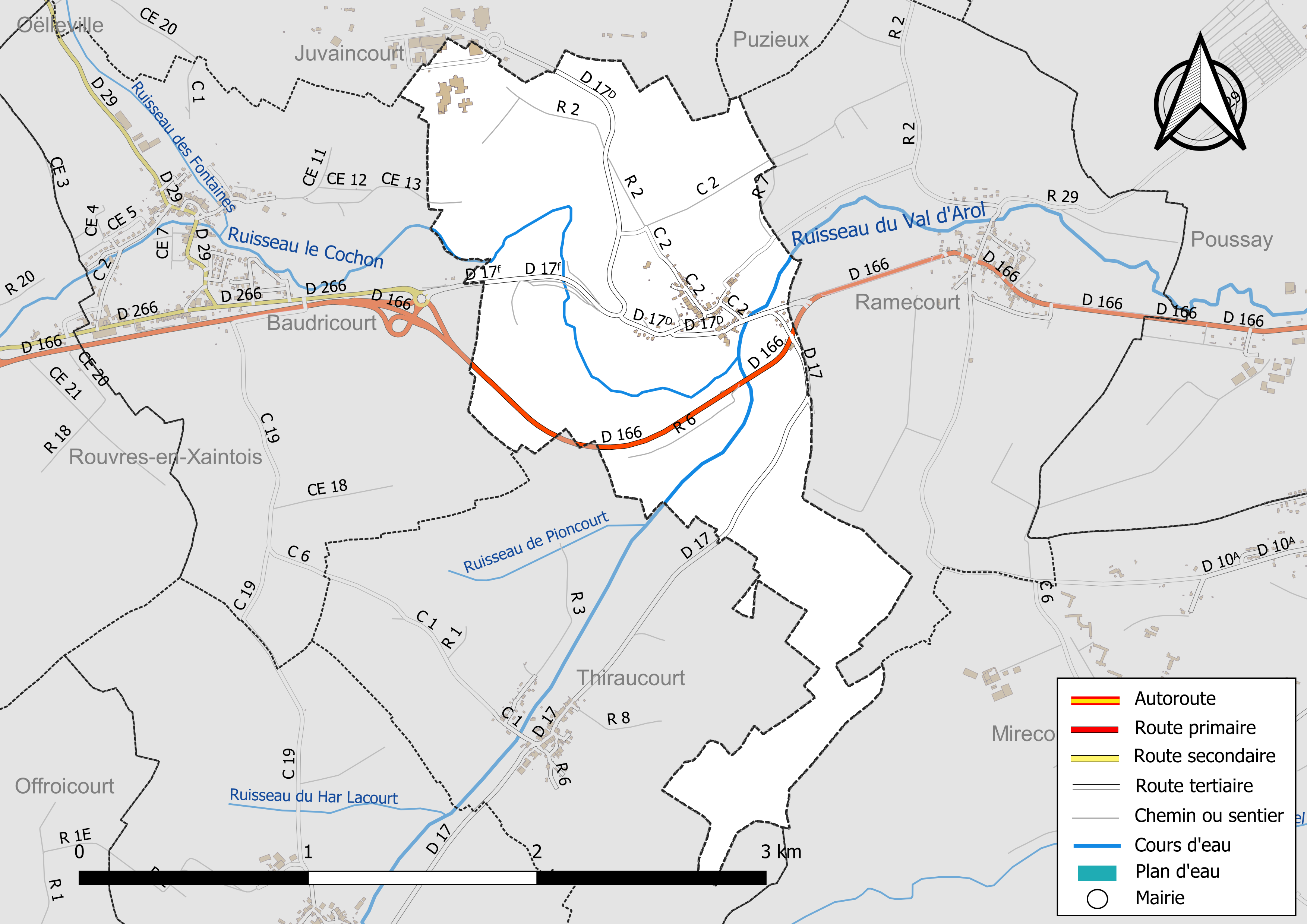
Réseaux hydrographique et routier de Domvallier.

#### Gestion et qualité des eaux
Le territoire communal est couvert par le schéma d'aménagement et de gestion des eaux (SAGE) « Nappe des Grès du Trias Inférieur ». Ce document de planification, dont le territoire comprend le périmètre de la zone de répartition des eaux de la nappe des Grès du trias inférieur (GTI), d'une superficie de 1 497 km2,  est en cours d'élaboration. L’objectif poursuivi est de stabiliser les niveaux piézométriques de la nappe des GTI et atteindre l'équilibre entre les prélèvements et la capacité de recharge de la nappe. Il doit être cohérent avec les objectifs de qualité définis dans les SDAGE Rhin-Meuse et Rhône-Méditerranée. La structure porteuse de l'élaboration et de la mise en œuvre est le conseil départemental des Vosges.
La qualité des eaux de baignade et des cours d’eau peut être consultée sur un site dédié géré par les agences de l’eau et l’Agence française pour la biodiversité. 

### Climat
Pour des articles plus généraux, voir Climat du Grand Est et Climat des Vosges.
En 2010, le climat de la commune est de type climat des marges montargnardes, selon une étude du Centre national de la recherche scientifique s'appuyant sur une série de données couvrant la période 1971-2000. En 2020, Météo-France publie une typologie des climats de la France métropolitaine dans laquelle la commune est dans une zone de transition entre le climat océanique altéré et le climat océanique altéré et est dans la région climatique  Lorraine, plateau de Langres, Morvan, caractérisée par un hiver rude (1,5 °C), des vents modérés et des brouillards fréquents en automne et hiver. 
Pour la période 1971-2000, la température annuelle moyenne est de 9,7 °C, avec une amplitude thermique annuelle de 16,9 °C. Le cumul annuel moyen de précipitations est de 851 mm, avec 13 jours de précipitations en janvier et 9,5 jours en juillet. Pour la période 1991-2020, la température moyenne annuelle observée sur la station météorologique de Météo-France la plus proche, « Mirecourt-inra », sur la commune de Mirecourt à 4 km à vol d'oiseau, est de 10,4 °C et le cumul annuel moyen de précipitations est de 824,3 mm. 
La température maximale relevée sur cette station est de 39,5 °C, atteinte le 25 juillet 2019 ; la température minimale est de −19,5 °C, atteinte le 20 décembre 2009,,. 
Les paramètres climatiques de la commune ont été estimés pour le milieu du siècle (2041-2070) selon différents scénarios d'émission de gaz à effet de serre à partir des nouvelles projections climatiques de référence DRIAS-2020. Ils sont consultables sur un site dédié publié par Météo-France en novembre 2022.

## Urbanisme

### Typologie
Au 1er janvier 2024, Domvallier est catégorisée commune rurale à habitat dispersé, selon la nouvelle grille communale de densité à sept niveaux définie par l'Insee en 2022.
Elle est située hors unité urbaine. Par ailleurs la commune fait partie de l'aire d'attraction de Mirecourt, dont elle est une commune de la couronne,. Cette aire, qui regroupe 33 communes, est catégorisée dans les aires de moins de 50 000 habitants,.

### Occupation des sols
L'occupation des sols de la commune, telle qu'elle ressort de la base de données européenne d’occupation biophysique des sols Corine Land Cover (CLC), est marquée par l'importance des territoires agricoles (87,3 % en 2018), en diminution par rapport à 1990 (88,7 %). La répartition détaillée en 2018 est la suivante : 
zones agricoles hétérogènes (44,9 %), prairies (34,9 %), forêts (9,3 %), terres arables (7,4 %), zones industrielles ou commerciales et réseaux de communication (3,4 %). L'évolution de l’occupation des sols de la commune et de ses infrastructures peut être observée sur les différentes représentations cartographiques du territoire : la carte de Cassini (XVIIIe siècle), la carte d'état-major (1820-1866) et les cartes ou photos aériennes de l'IGN pour la période actuelle (1950 à aujourd'hui).

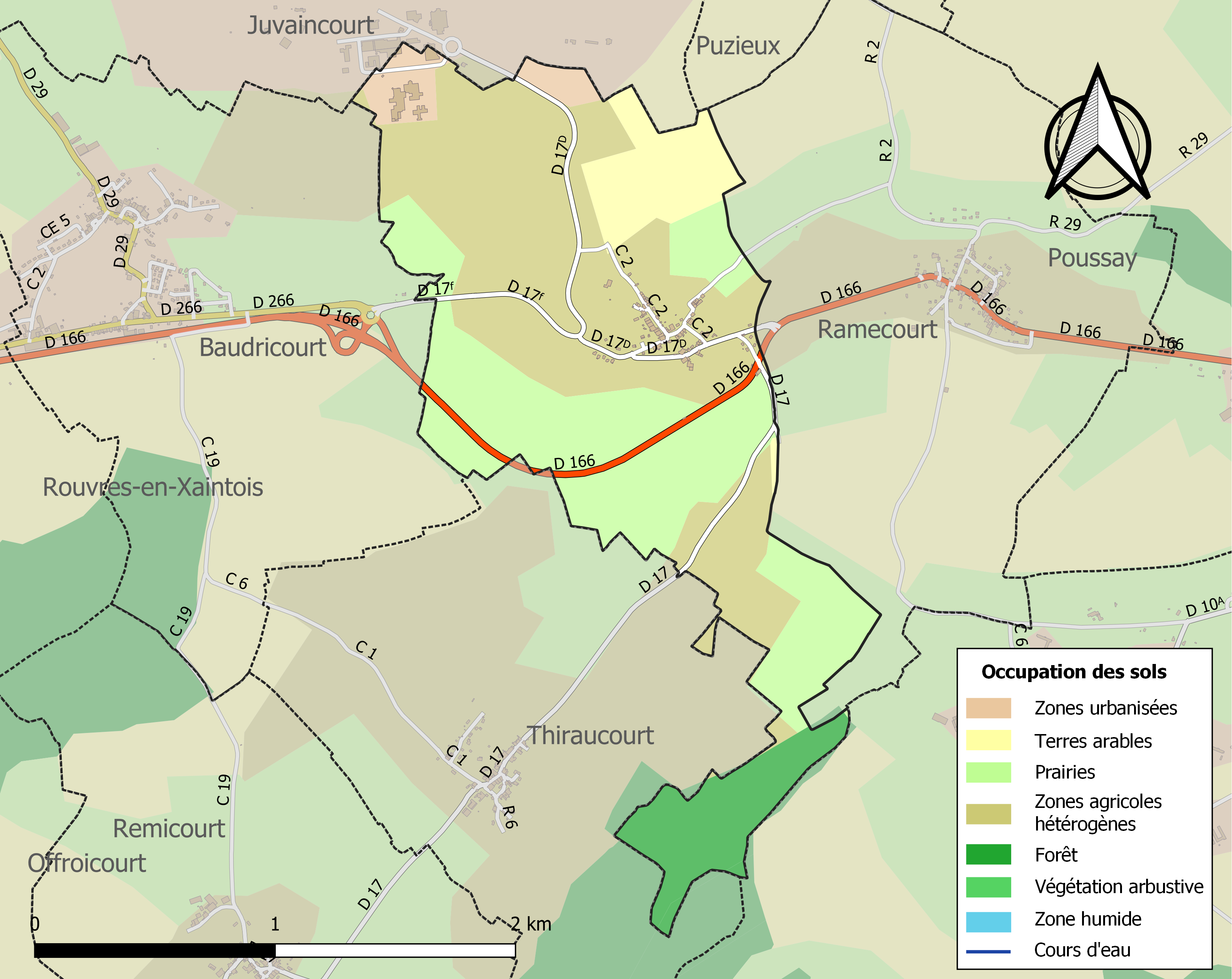
Carte des infrastructures et de l'occupation des sols de la commune en 2018 (CLC).

### Voies de communications et transports

#### Voies routières
- A31 (aussi appelée autoroute de Lorraine-Bourgogne). Échangeurs Châtenois, Bulgnéville.

#### Transports en commun
- Fluo Grand Est.

#### Lignes SNCF
- Gare de Vittel
- Gare de Charmes

#### Transports aériens
- Aéroport d'Épinal-Mirecourt « Vosges Aéroport ».

À partir de l'été 2021, l’aéroport d’Épinal-Mirecourt devient le pélicandrome de la Zone Est et servira ainsi de base de ravitaillement et d’intervention pour les avions bombardiers d’eau Q Series ou de Havilland Canada DHC-8, aussi connu sous le nom de Dash 8.

## Toponymie
Le nom de la localité est attesté sous les formes ? Widricus Pinguis de Damviliaco (XIIe siècle) ; Le fiei de Donvaleir (1285) ; Curatus de Dompno Valerio (1305) ; Dompvalier (1321) ; Donvalier (1321) ; Donvalley (1356) ; Dompvallier (1594).

Domvallier serait un hagiotoponyme caché, du bas latin domnus et le nom du saint Valerius : « Saint Valère ».

## Histoire
Le village fut une des seigneuries du duc de Lorraine. Il y possédait un château, et le village comprenait également une église fortifiée et un étang seigneurial. À ce jour, il ne reste de l’ancienne église que la chapelle castrale avec, sur le mur extérieur, le bandeau funéraire des seigneurs du lieu et la tête brisée d’une statue de pierre du XVIe siècle. Du château qui était placé près de l’étang, il ne reste rien mis à part la toponymie du lieu « le Château ». Du second, situé en haut du village, on devine encore quelques fondements de l’importante bâtisse[réf. nécessaire].

## Politique et administration

### Découpage territorial
Par arrêté préfectoral du 15 septembre 2023, la commune est retirée le 1er janvier 2024 de l'arrondissement d'Épinal et rattachée à l'arrondissement de Neufchâteau.

### Liste des maires
| Période                                  | Période    | Identité                                   | Étiquette | Qualité                         |
| ---------------------------------------- | ---------- | ------------------------------------------ | --------- | ------------------------------- |
| Les données manquantes sont à compléter. |            |                                            |           |                                 |
| 1884                                     | 1896       | Victor Hugo (1842-1922)                    |           |                                 |
| 1896                                     | 1935       | Jean-Joseph Aimé Colin (1856-1938)         |           |                                 |
| 1935                                     | 1956       | Louis Joseph Félix Deschaseaux (1879-1956) |           | Abbé. Décédé en cours de mandat |
| 1956                                     | 1973       | Jean-François Péry (1897-1973)             |           | Décédé en cours de mandat       |
| 1973                                     | mars 1977  | Émile Georges Antoine Fairise (1905-2000)  |           |                                 |
| mars 1977                                | mars 1983  | Émile Roger Augustin Huel (1916-2001)      |           |                                 |
| mars 1983                                | juin 1995  | Denis Lamarche (1945-2025)                 |           | Professeur de physique-chimie   |
| juin 1995                                | avril 2014 | Bernard Thomas                             | SE        |                                 |
| avril 2014                               | En cours   | Serge Valance                              |           | [ 20 ]                          |

### Budget et fiscalité 2022

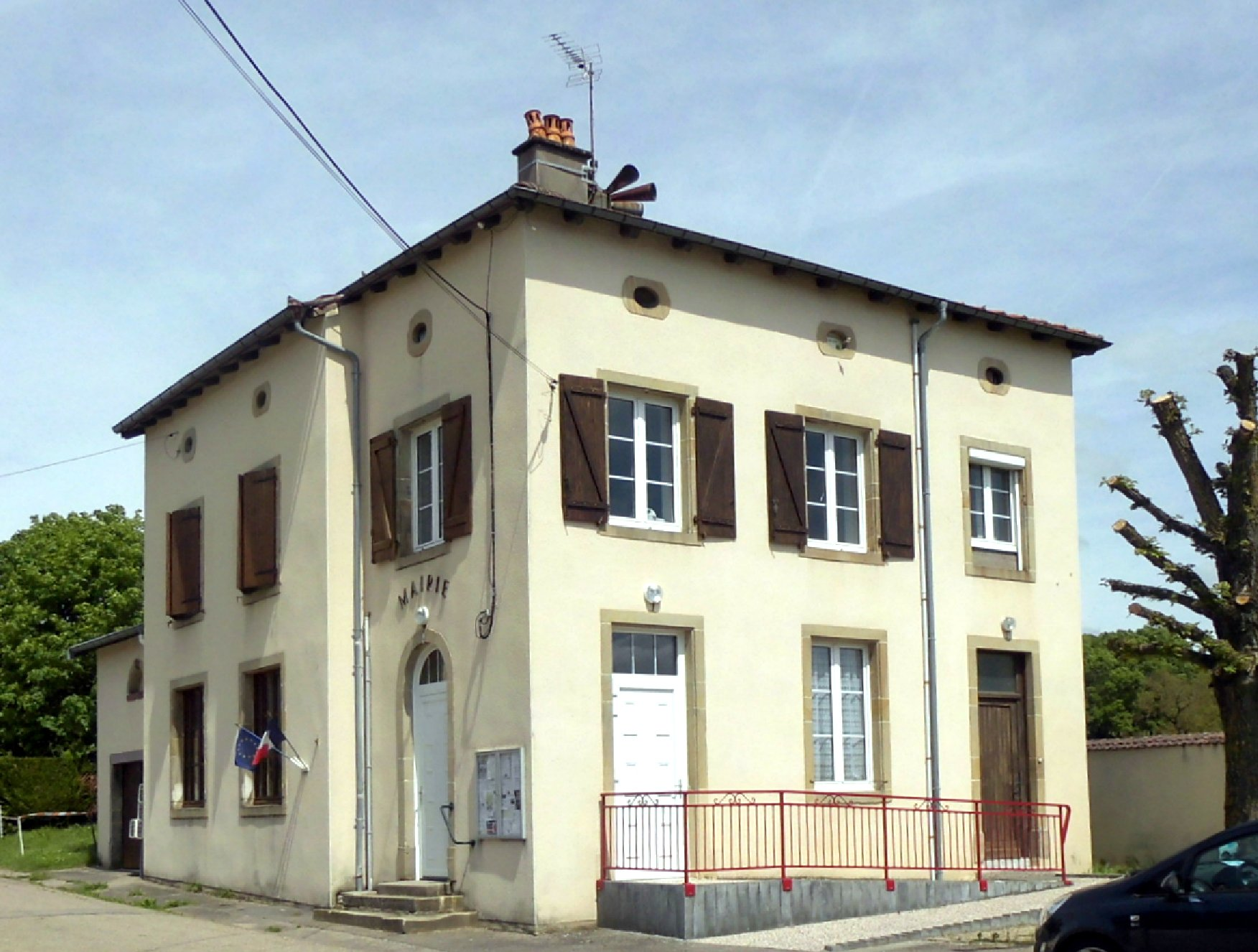
La mairie.

En 2022, le budget de la commune était constitué ainsi :
- total des produits de fonctionnement : 89 000 €, soit 826 € par habitant ;
- total des charges de fonctionnement : 79 000 €, soit 729 € par habitant ;
- total des ressources d'investissement : 35 000 €, soit 321 € par habitant ;
- total des emplois d'investissement : 23 000 €, soit 211 € par habitant ;
- endettement : 47 000 €, soit 433 € par habitant.

Avec les taux de fiscalité suivants :
- taxe d'habitation : 21,31 % ;
- taxe foncière sur les propriétés bâties : 41,95 % ;
- taxe foncière sur les propriétés non bâties : 34,03 % ;
- taxe additionnelle à la taxe foncière sur les propriétés non bâties : 0,00 % ;
- cotisation foncière des entreprises : 0,00 %.

Chiffres clés Revenus et pauvreté des ménages en 2021 : médiane en 2021 du revenu disponible, par unité de consommation.

## Population et société

### Démographie

#### Évolution démographique
L'évolution du nombre d'habitants est connue à travers les recensements de la population effectués dans la commune depuis 1793. Pour les communes de moins de 10 000 habitants, une enquête de recensement portant sur toute la population est réalisée tous les cinq ans, les populations de référence des années intermédiaires étant quant à elles estimées par interpolation ou extrapolation. Pour la commune, le premier recensement exhaustif entrant dans le cadre du nouveau dispositif a été réalisé en 2008.

En 2022, la commune comptait 95 habitants, en évolution de −11,21 % par rapport à 2016 (Vosges : −2,96 %, France hors Mayotte : +2,11 %).
| 1793 | 1800 | 1806 | 1821 | 1831 | 1836 | 1841 | 1846 | 1856 |
| ---- | ---- | ---- | ---- | ---- | ---- | ---- | ---- | ---- |
| 127  | 145  | 142  | 159  | 166  | 184  | 209  | 228  | 200  |

| 1861 | 1866 | 1876 | 1881 | 1886 | 1891 | 1896 | 1901 | 1906 |
| ---- | ---- | ---- | ---- | ---- | ---- | ---- | ---- | ---- |
| 213  | 209  | 192  | 180  | 176  | 175  | 170  | 157  | 172  |

| 1911 | 1921 | 1926 | 1931 | 1936 | 1946 | 1954 | 1962 | 1968 |
| ---- | ---- | ---- | ---- | ---- | ---- | ---- | ---- | ---- |
| 153  | 122  | 124  | 143  | 135  | 137  | 203  | 135  | 127  |

| 1975 | 1982 | 1990 | 1999 | 2006 | 2008 | 2013 | 2018 | 2022 |
| ---- | ---- | ---- | ---- | ---- | ---- | ---- | ---- | ---- |
| 116  | 139  | 136  | 137  | 127  | 124  | 115  | 103  | 95   |

### Enseignement
Établissements d'enseignements :
- Écoles maternelles et primaires à Baudricourt, Poussay, Rouvres-en-Xaintois, Mirecourt.
- Collèges à Mirecourt, Dompaire, Vittel, Mandres-sur-Vair, Charmes.
- Lycées à Mirecourt, Mandres-sur-Vair, Contrexéville, Harol.

### Santé
Professionnels et établissements de santé :
- Médecins à Mirecourt, Mattaincourt, Remoncourt, Diarville, Gironcourt-sur-Vraine, Vicherey, Dompaire.
- Pharmacies à Mirecourt, Mattaincourt, Remoncourt, Diarville, Gironcourt-sur-Vraine, Vicherey, Dompaire.
- Hôpitaux à Mirecourt, Mattaincourt, Charmes, Vittel, Ville-sur-Illon.

### Cultes
- Culte catholique, Paroisse Saint-Pierre-Fourier[29], Diocèse de Saint-Dié.

## Économie

### Entreprises et commerces
- Commerces et services de proximité[30].

## Culture locale et patrimoine

### Lieux et monuments

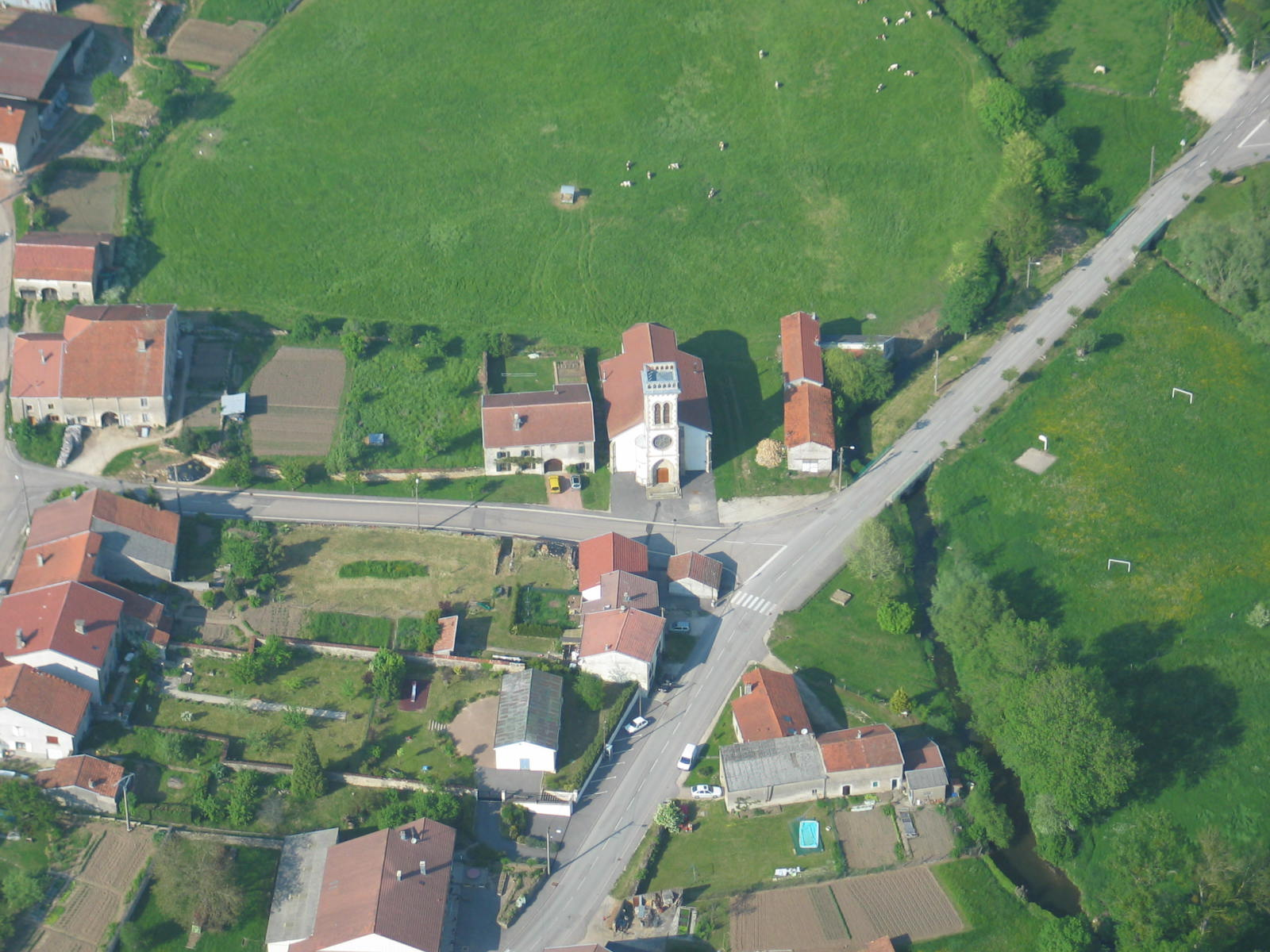
Vue aérienne de l'église
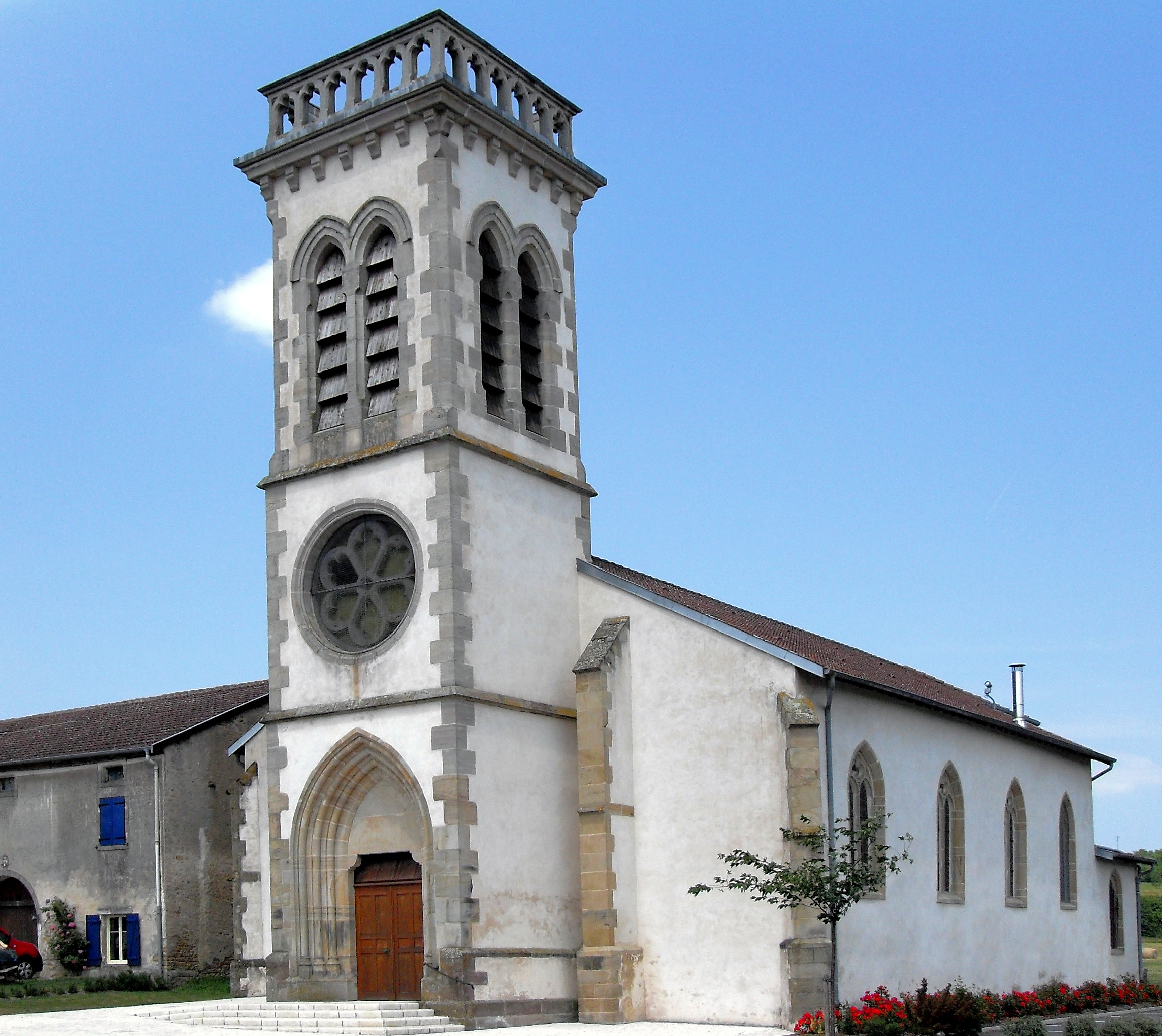
L'église dédiée à Saint-Vallier.
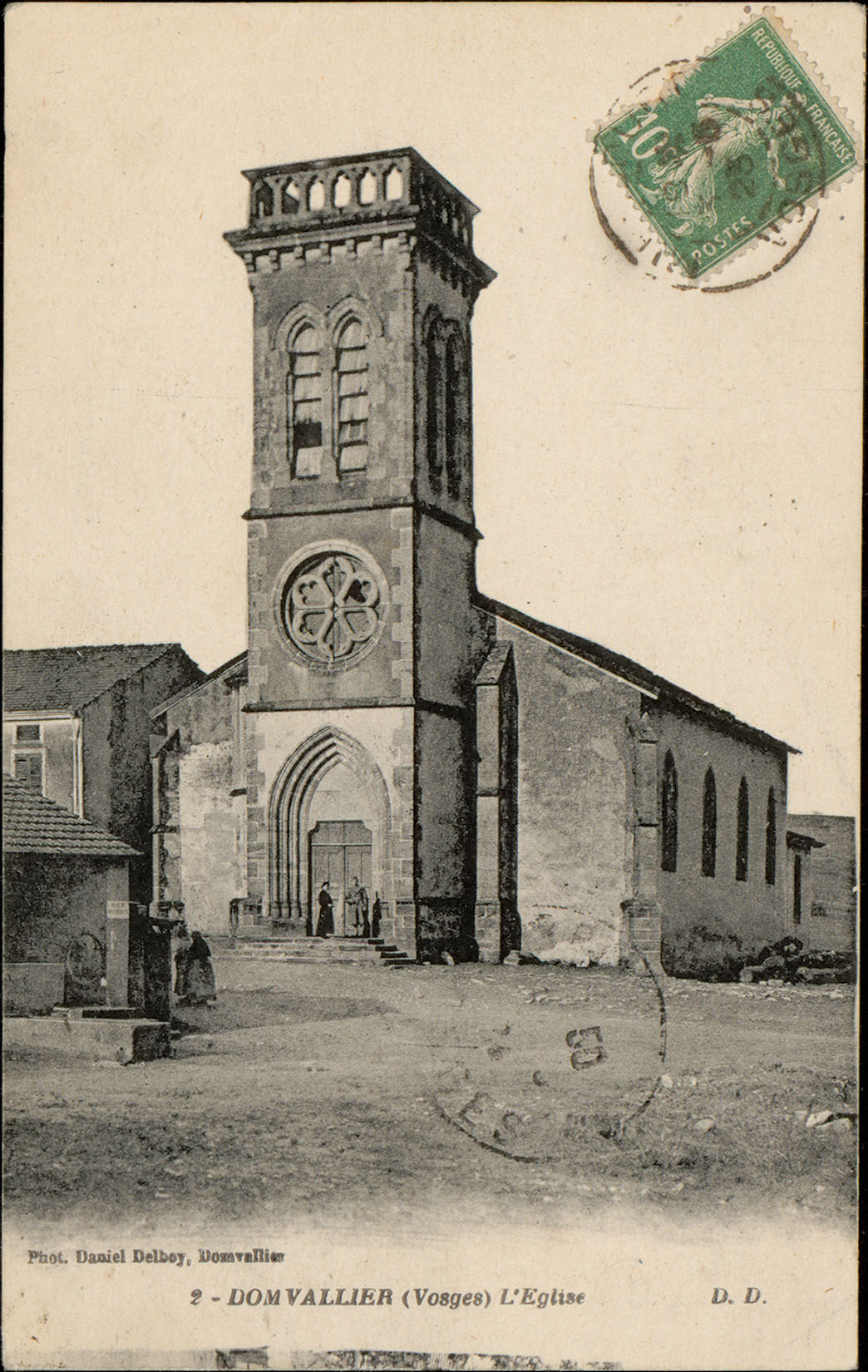
Carte postale. Collection Jeanne d'Arc[31], entre 1880 et 1945.

L'église actuelle de Domvallier se situe à l'extrémité du village. Construite au XIXe siècle dans un style néogothique elle remplace une ancienne église sûrement fortifiée qui se situait à l'emplacement du cimetière actuel (on peut la voir sur le cadastre napoléonien).
Patrimoine mobilier et vitraux :
* station de chemin de croix,
* chaire de prêche,
* autel avec vierge,
* Vitraux : Sainte Menne (?) et Saint Pierre Fourier ; martyre de Saint Vallier; Jeanne d'Arc et St Michel.
Les sentiers Victor-Hugo et Sainte-Menne, jalonnés de panneaux didactiques, permettent de découvrir le patrimoine du village, comme l'église par exemple.
À la sortie du village, en direction de l'aéroport de Juvaincourt, la sculpture monumentale de l'Américain Don Ledbetter, réalisée en 2008 lors du Symposium international de sculpture sur bois de Mirecourt.
Patrimoine architectural rural recensé par le service régional de l'Inventaire général du patrimoine culturel.
Monument aux morts,.

### Personnalités liées à la commune
- C’est dans les registres paroissiaux de Domvallier que l’on trouve la trace des ancêtres de Victor Hugo. Jean Hugo était laboureur à Baudricourt, puis à Ramecourt (paroisse de Domvallier, à 2 km) au début du XVIIIe siècle[40]. Il y décédera ainsi que son épouse Catherine Mansuy en 1731. Leur petit-fils, Joseph Hugo - fils de Jean-Philippe (né à Rouvres-en-Xaintois en 1690) et de Catherine Grandmaire - né à Baudricourt en 1727, sera le père du général Hugo.
- Ambroise Ambroise, imprimeur, Les Vosgiens Célèbres aux Éditions Gérard Louis - 1990[41].

### Héraldique, logotype et devise
Commune sans blason.

## Pour approfondir